# Euphorbia sparrmanii
Euphorbia sparrmanii är en törelväxtart som beskrevs av Pierre Edmond Boissier. Euphorbia sparrmanii ingår i släktet törlar, och familjen törelväxter. Inga underarter finns listade i Catalogue of Life.